# Radio General Francisco Ramírez
LT11 Radio General Francisco Ramírez que también lleva por nombre como Nacional Concepcion del Uruguay es una radio argentina, fundada en 1951 por Jaime Yankelevich originalmente con destino a ser filial de la cadena de Radio Belgrano, Buenos Aires. En marzo de 1951 comenzó a llegar el material para la instalación de la emisora en el predio que había comprado Yankelevich en las afueras de Concepción del Uruguay, y en el marco de ese proceso de instalación fueron colocados dos mástiles de 30 m cada uno para la irradiación y el transmisor original marca ZAR, de 1,5 kW .

## Historia
En ese predio (que actualmente  se halla dentro del ejido urbano de Concepción del Uruguay y que actualmente corresponde a la "Planta Emisora" de LT11) fueron acondicionados los primeros estudios de la radio.
Paralelamente, se realizó la convocatoria a concurso de locutores, al que se presentaron aspirantes de la ciudad y del resto de la provincia, quedando integrado el primer plantel por: María "Coty" Calivari y Enriqueta Morera en las voces femeninas; mientras que Federico Lombardo, Ricardo Marcelo Ibíriz y Celso Rodolfo Villanueva (oriundo de Gualeguay y Director de la emisora décadas después) fueron las voces masculinas.
El sábado 15 de septiembre de 1951, a las 7:55, se realizó la primera emisión con pretensiones de "oficial" pero a las 12:40 de ese mismo día la emisora dejó de salir al aire por un desperfecto del transformador de energía, que había sido afectado por el tiempo en depósito desde su llegada a la ciudad hasta su puesta en uso.
Es así como el sábado 29 de septiembre, a las 20, LT11 emitió en forma definitiva como FILIAL de la cadena de LR4 Radio Splendid, de Buenos Aires y lo hizo ya desde sus estudios emplazados en calle Onésimo Leguizamón 269, ubicación que aún conserva.
Es por este motivo que se considera el 29 de septiembre de 1951 como la fecha del inicio de las emisiones radiales.
Su primera emisión consistió en la bendición impartida por el sacerdote Luis Jeannot Sueyro, reconocido eclesiástico y artista regional de larga trayectoria.
Fueron sus primeros operadores los señores Teodoro Galotto, Oscar Luppi y José Eduardo Solanas.
El primer Director de la emisora fue Orlando Andreola.
Al momento de su inauguración, LT11 fue la tercera emisora de radio de Entre Ríos, ya que existían LT14 de Paraná y LT15 de Concordia.